# Dothiora sorbi
Dothiora sorbi är en svampart som först beskrevs av Göran Wahlenberg, och fick sitt nu gällande namn av Karl Wilhelm Gottlieb Leopold Fuckel 1870. Dothiora sorbi ingår i släktet Dothiora och familjen Dothioraceae.   Inga underarter finns listade i Catalogue of Life.